# Премия «Золотой глобус» за лучшую мужскую роль — драма
Премия «Золотой глобус» за лучшую мужскую роль в драматическом фильме — престижная награда Голливудской ассоциации иностранной прессы, присуждаемая ежегодно с 1944 года. Первоначально категория носила название «Лучшая мужская роль в художественном фильме». С 1951 года было введено разграничение по жанрам: «Лучшая мужская роль в комедии или мюзикле» и «Лучшая мужская роль в драме».
Официальное название премии неоднократно менялось с момента её основания и по состоянию на 2005 год звучало как «Лучшая игра актёра в кинодраме».
Ниже приведён полный список победителей и номинантов.  Имена победителей выделены отдельным цветом. 

## 1944—1950
| Год  | Церемония | Фотографии лауреатов                                        | Лауреаты и номинанты                                              |
| ---- | --------- | ----------------------------------------------------------- | ----------------------------------------------------------------- |
| 1944 | 1-я       |                                                             | • Пол Лукас — «Дозор на Рейне» за роль Курта Мюллера              |
| 1945 | 2-я       |                                                             | • Александер Нокс — «Вильсон» за роль Томаса Вудро Вильсона       |
| 1946 | 3-я       |                                                             | • Рэй Милланд — «Потерянный уикэнд» за роль Дона Бёрнема          |
| 1947 | 4-я       |                                                             | • Грегори Пек — «Оленёнок» за роль Пенни Бэкстера                 |
| 1948 | 5-я       |                                                             | • Рональд Колман — «Двойная жизнь» за роль Энтони Джона           |
| 1949 | 6-я       |                                                             | • Лоренс Оливье — «Гамлет» за роль Гамлета                        |
| 1950 | 7-я       |                                                             | • Бродерик Кроуфорд — «Вся королевская рать» за роль Уилли Старка |
| 1950 | 7-я       | • Ричард Тодд — «Горячее сердце» за роль капрала Маклаклена |                                                                   |

## 1951—1960
| Год  | Церемония | Фотографии лауреатов                                                                         | Лауреаты и номинанты                                                 |
| ---- | --------- | -------------------------------------------------------------------------------------------- | -------------------------------------------------------------------- |
| 1951 | 8-я       |                                                                                              | • Хосе Феррер — «Сирано де Бержерак» за роль Сирано де Бержерака     |
| 1951 | 8-я       | • Луи Кэлхерн — «Великолепный янки» за роль Оливера Венделла Холмса-младшего                 |                                                                      |
| 1951 | 8-я       | • Джеймс Стюарт — «Харви» за роль Эдвуда Дауда                                               |                                                                      |
| 1952 | 9-я       |                                                                                              | • Фредрик Марч — «Смерть коммивояжёра» за роль Уилли Ломэна          |
| 1952 | 9-я       | • Артур Кеннеди — «Блестящая победа» за роль Ларри Невинса                                   |                                                                      |
| 1952 | 9-я       | • Кирк Дуглас — «Детективная история» за роль Джима Маклауда                                 |                                                                      |
| 1953 | 10-я      |                                                                                              | • Гэри Купер — «Ровно в полдень» за роль Уилла Кейна                 |
| 1953 | 10-я      | • Рэй Милланд — «Вор» за роль Аллана Филдса                                                  |                                                                      |
| 1953 | 10-я      | • Шарль Буайе — «Счастливое время» за роль Жака Боннара                                      |                                                                      |
| 1954 | 11-я      |                                                                                              | • Спенсер Трейси — «Актриса» за роль Клинтона Джоунса                |
| 1955 | 12-я      |                                                                                              | • Марлон Брандо — «В порту» за роль Терри Маллоя                     |
| 1956 | 13-я      |                                                                                              | • Эрнест Боргнайн — «Марти» за роль Марти Пилетти                    |
| 1957 | 14-я      |                                                                                              | • Кирк Дуглас — «Жажда жизни» за роль Винсента ван Гога              |
| 1957 | 14-я      | • Гэри Купер — «Дружеское увещевание» за роль Джесса Бёрдуэлла                               |                                                                      |
| 1957 | 14-я      | • Чарлтон Хестон — «Десять заповедей» за роль Моисея                                         |                                                                      |
| 1957 | 14-я      | • Берт Ланкастер — «Продавец дождя» за роль Билла Старбака                                   |                                                                      |
| 1957 | 14-я      | • Карл Молден — «Куколка» за роль Арчи Ли Мигэна                                             |                                                                      |
| 1958 | 15-я      |                                                                                              | • Алек Гиннесс — «Мост через реку Квай» за роль полковника Николсона |
| 1958 | 15-я      | • Марлон Брандо — «Сайонара» за роль майора Ллойда Грувера                                   |                                                                      |
| 1958 | 15-я      | • Энтони Франчоза — «Шляпа, полная дождя» за роль Поло Поупа                                 |                                                                      |
| 1958 | 15-я      | • Чарльз Лоутон — «Свидетель обвинения» за роль сэра Уилфрида Робартса                       |                                                                      |
| 1958 | 15-я      | • Генри Фонда — «12 разгневанных мужчин» за роль присяжного № 8/архитектора Франклина Дэвиса |                                                                      |
| 1959 | 16-я      |                                                                                              | • Дэвид Нивен — «За отдельными столиками» за роль майора Поллока     |
| 1959 | 16-я      | • Тони Кёртис — «Не склонившие головы» за роль Джона Джексона                                |                                                                      |
| 1959 | 16-я      | • Роберт Донат — «Постоялый двор шестой степени счастья» за роль мандарина Янг Ченга         |                                                                      |
| 1959 | 16-я      | • Сидни Пуатье — «Не склонившие головы» за роль Ноа Каллена                                  |                                                                      |
| 1959 | 16-я      | • Спенсер Трейси — «Старик и море» за роль старика/рассказчика                               |                                                                      |
| 1960 | 17-я      |                                                                                              | • Энтони Франчоза — «Карьера» за роль Сэма Лоусона                   |
| 1960 | 17-я      | • Ричард Бёртон — «Оглянись во гневе» за роль Джимми Портера                                 |                                                                      |
| 1960 | 17-я      | • Чарлтон Хестон — «Бен-Гур» за роль Иуды Бен Гура                                           |                                                                      |
| 1960 | 17-я      | • Фредрик Марч — «Середина ночи» за роль Джерри Кингсли                                      |                                                                      |
| 1960 | 17-я      | • Джозеф Шильдкраут — «Дневник Анны Франк» за роль Отто Франка                               |                                                                      |

## 1961—1970
| Год  | Церемония | Фотографии лауреатов                                                               | Лауреаты и номинанты                                              |
| ---- | --------- | ---------------------------------------------------------------------------------- | ----------------------------------------------------------------- |
| 1961 | 18-я      |                                                                                    | • Берт Ланкастер — «Элмер Гантри» за роль Элмера Гантри           |
| 1961 | 18-я      | • Тревор Ховард — «Сыновья и любовники» за роль Уолтера Морела                     |                                                                   |
| 1961 | 18-я      | • Лоренс Оливье — «Спартак» за роль Марка Лициния Красса                           |                                                                   |
| 1961 | 18-я      | • Дин Стоквелл — «Сыновья и любовники» за роль Пола Морела                         |                                                                   |
| 1961 | 18-я      | • Спенсер Трейси — «Пожнёшь бурю» за роль Генри Драммонда                          |                                                                   |
| 1962 | 19-я      |                                                                                    | • Максимилиан Шелл — «Нюрнбергский процесс» за роль Ганса Рольфа  |
| 1962 | 19-я      | • Уоррен Битти — «Великолепие в траве» за роль Бада Стампера                       |                                                                   |
| 1962 | 19-я      | • Пол Ньюман — «Мошенник» за роль Эдди Фелсона                                     |                                                                   |
| 1962 | 19-я      | • Морис Шевалье — «Фэнни» за роль Паннисса                                         |                                                                   |
| 1962 | 19-я      | • Сидни Пуатье — «Изюм на солнце» за роль Уолтера Ли Янгера                        |                                                                   |
| 1963 | 20-я      |                                                                                    | • Грегори Пек — «Убить пересмешника» за роль Аттикуса Финча       |
| 1963 | 20-я      | • Берт Ланкастер — «Любитель птиц из Алькатраса» за роль Роберта Страуда           |                                                                   |
| 1963 | 20-я      | • Питер О’Тул — «Лоуренс Аравийский» за роль Томаса Лоуренса                       |                                                                   |
| 1963 | 20-я      | • Пол Ньюман — «Сладкоголосая птица юности» за роль Чэнса Уэйна                    |                                                                   |
| 1963 | 20-я      | • Лоуренс Харви — «Чудесный мир братьев Гримм» за роли Вильгельма Гримма/Сапожника |                                                                   |
| 1963 | 20-я      | • Джек Леммон — «Дни вина и роз» за роль Джо Клэя                                  |                                                                   |
| 1963 | 20-я      | • Энтони Куинн — «Лоуренс Аравийский» за роль Ауды абу Тайя                        |                                                                   |
| 1963 | 20-я      | • Джеймс Мэйсон — «Лолита» за роль Гумберта Гумберта                               |                                                                   |
| 1964 | 21-я      |                                                                                    | • Сидни Пуатье — «Полевые лилии» за роль Гомера Смита             |
| 1964 | 21-я      | • Марлон Брандо — «Гадкие американцы» за роль Гаррисона Картера Макуайта           |                                                                   |
| 1964 | 21-я      | • Статис Ялелис — «Америка, Америка» за роль Ставроса Топоузоглоу                  |                                                                   |
| 1964 | 21-я      | • Пол Ньюман — «Хад» за роль Хада Бэннона                                          |                                                                   |
| 1964 | 21-я      | • Грегори Пек — «Капитан Ньюмэн, доктор медицины» за роль капитана Джозефа Ньюмэна |                                                                   |
| 1964 | 21-я      | • Рекс Харрисон — «Клеопатра» за роль Юлия Цезаря                                  |                                                                   |
| 1964 | 21-я      | • Стив Маккуин — «Любовь с подходящим незнакомцем» за роль Рокки Папазано          |                                                                   |
| 1964 | 21-я      | • Том Трайон — «Кардинал» за роль Стивена Фермойла                                 |                                                                   |
| 1965 | 22-я      |                                                                                    | • Питер О’Тул — «Бекет» за роль короля Генриха II Английского     |
| 1965 | 22-я      | • Ричард Бёртон — «Бекет» за роль Томаса Бекета                                    |                                                                   |
| 1965 | 22-я      | • Энтони Франчоза — «Рио Кончос» за роль Хуана Луиса Родригеса                     |                                                                   |
| 1965 | 22-я      | • Фредрик Марч — «Семь дней в мае» за роль президента Джордана Лаймана             |                                                                   |
| 1965 | 22-я      | • Энтони Куинн — «Грек Зорба» за роль Алексиса Зорбы                               |                                                                   |
| 1966 | 23-я      |                                                                                    | • Омар Шариф — «Доктор Живаго» за роль Юрия Живаго                |
| 1966 | 23-я      | • Рекс Харрисон — «Муки и радости» за роль папы римского Юлия II                   |                                                                   |
| 1966 | 23-я      | • Оскар Вернер — «Корабль дураков» за роль Вилли Шуманна                           |                                                                   |
| 1966 | 23-я      | • Сидни Пуатье — «Клочок синевы» за роль Гордона Ральфа                            |                                                                   |
| 1966 | 23-я      | • Род Стайгер — «Ростовщик» за роль Сола Назермана                                 |                                                                   |
| 1967 | 24-я      |                                                                                    | • Пол Скофилд — «Человек на все времена» за роль сэра Томаса Мора |
| 1967 | 24-я      | • Макс фон Сюдов — «Гавайи» за роль Эбнера Хэйла                                   |                                                                   |
| 1967 | 24-я      | • Ричард Бёртон — «Кто боится Вирджинии Вулф?» за роль Джорджа                     |                                                                   |
| 1967 | 24-я      | • Майкл Кейн — «Элфи» за роль Альфреда «Элфи» Элкинса                              |                                                                   |
| 1967 | 24-я      | • Стив Маккуин — «Канонерка» за роль Джейка Холмана                                |                                                                   |
| 1968 | 25-я      |                                                                                    | • Род Стайгер — «Душной южной ночью» за роль Билла Гиллеспи       |
| 1968 | 25-я      | • Алан Бейтс — «Вдали от обезумевшей толпы» за роль Гэбриэла Оука                  |                                                                   |
| 1968 | 25-я      | • Пол Ньюман — «Хладнокровный Люк» за роль Люка Джексона                           |                                                                   |
| 1968 | 25-я      | • Спенсер Трейси — «Угадай, кто придёт к обеду?» за роль Мэтта Дрейтона            |                                                                   |
| 1968 | 25-я      | • Уоррен Битти — «Бонни и Клайд» за роль Клайда Бэрроу                             |                                                                   |
| 1968 | 25-я      | • Сидни Пуатье — «Душной южной ночью» за роль Верджила Тиббса                      |                                                                   |
| 1969 | 26-я      |                                                                                    | • Питер О’Тул — «Лев зимой» за роль короля Генриха II Английского |
| 1969 | 26-я      | • Алан Бейтс — «Посредник» за роль Якова Бока                                      |                                                                   |
| 1969 | 26-я      | • Тони Кёртис — «Бостонский душитель» за роль Альберта Де Сальво                   |                                                                   |
| 1969 | 26-я      | • Алан Аркин — «Сердце одинокий охотник» за роль Джона Сингера                     |                                                                   |
| 1969 | 26-я      | • Клифф Робертсон — «Чарли» за роль Чарли Гордона                                  |                                                                   |
| 1970 | 27-я      |                                                                                    | • Джон Уэйн — «Настоящее мужество» за роль Рустера Когбёрна       |
| 1970 | 27-я      | • Ричард Бёртон — «Тысяча дней Анны» за роль короля Генриха VIII Английского       |                                                                   |
| 1970 | 27-я      | • Алан Аркин — «Попи» за роль Абрахама Родригеса                                   |                                                                   |
| 1970 | 27-я      | • Дастин Хоффман — «Полуночный ковбой» за роль Энрико Сальваторе «Ратсо» Риццо     |                                                                   |
| 1970 | 27-я      | • Джон Войт — «Полуночный ковбой» за роль Джо Бака                                 |                                                                   |

## 1971—1980
| Год  | Церемония | Фотографии лауреатов                                                             | Лауреаты и номинанты                                            |
| ---- | --------- | -------------------------------------------------------------------------------- | --------------------------------------------------------------- |
| 1971 | 28-я      |                                                                                  | • Джордж К. Скотт — «Паттон» за роль Джорджа Паттона            |
| 1971 | 28-я      | • Мелвин Дуглас — «Я никогда не пел отцу» за роль Тома Гаррисона                 |                                                                 |
| 1971 | 28-я      | • Джеймс Эрл Джонс — «Большая белая надежда» за роль Джека Джефферсона           |                                                                 |
| 1971 | 28-я      | • Джек Николсон — «Пять лёгких пьес» за роль Роберта Дюпи                        |                                                                 |
| 1971 | 28-я      | • Райан О’Нил — «История любви» за роль Оливера Барретта IV                      |                                                                 |
| 1972 | 29-я      |                                                                                  | • Джин Хэкмен — «Французский связной» за роль Джимми Дойла      |
| 1972 | 29-я      | • Питер Финч — «Воскресенье, проклятое воскресенье» за роль Дэниэла Хёрша        |                                                                 |
| 1972 | 29-я      | • Джек Николсон — «Познание плоти» за роль Джонатана Фёрста                      |                                                                 |
| 1972 | 29-я      | • Джордж К. Скотт — «Больница» за роль доктора Герберта Бока                     |                                                                 |
| 1972 | 29-я      | • Малкольм Макдауэлл — «Заводной апельсин» за роль Алекса Деларджа               |                                                                 |
| 1973 | 30-я      |                                                                                  | • Марлон Брандо — «Крёстный отец» за роль Вито Корлеоне         |
| 1973 | 30-я      | • Джон Войт — «Избавление» за роль Эда Гентри                                    |                                                                 |
| 1973 | 30-я      | • Майкл Кейн — «Игра на вылет» за роль Майло Тиндла                              |                                                                 |
| 1973 | 30-я      | • Лоренс Оливье — «Игра навылет» за роль Эндрю Уайка                             |                                                                 |
| 1973 | 30-я      | • Аль Пачино — «Крёстный отец» за роль Майкла Корлеоне                           |                                                                 |
| 1974 | 31-я      |                                                                                  | • Аль Пачино — «Серпико» за роль Фрэнка Серпико                 |
| 1974 | 31-я      | • Роберт Блейк — «Парни в синей форме» за роль Джона Уинтергрина                 |                                                                 |
| 1974 | 31-я      | • Джек Леммон — «Спасите тигра» за роль Гарри Стоунера                           |                                                                 |
| 1974 | 31-я      | • Стив Маккуин — «Мотылёк» за роль Анри Шарьера                                  |                                                                 |
| 1974 | 31-я      | • Джек Николсон — «Последний наряд» за роль Билли Баддаски                       |                                                                 |
| 1975 | 32-я      |                                                                                  | • Джек Николсон — «Китайский квартал» за роль Джейка Гиттеса    |
| 1975 | 32-я      | • Джин Хэкмен — «Разговор» за роль Гарри Кола                                    |                                                                 |
| 1975 | 32-я      | • Джеймс Каан — «Игрок» за роль Акселя Фрида                                     |                                                                 |
| 1975 | 32-я      | • Дастин Хоффман — «Ленни» за роль Ленни Брюса                                   |                                                                 |
| 1975 | 32-я      | • Аль Пачино — «Крёстный отец 2» за роль Майкла Корлеоне                         |                                                                 |
| 1976 | 33-я      | • Джек Николсон — «Пролетая над гнездом кукушки» за роль Рэндла Патрика Макмёрфи |                                                                 |
| 1976 | 33-я      | • Джин Хэкмен — «Французский связной 2» за роль Джимми Дойла                     |                                                                 |
| 1976 | 33-я      | • Аль Пачино — «Собачий полдень» за роль Сонни Уортзика                          |                                                                 |
| 1976 | 33-я      | • Максимилиан Шелл — «Человек в стеклянной будке» за роль Артура Голдмана        |                                                                 |
| 1976 | 33-я      | • Джеймс Уитмор — «Задай им жару, Гарри!» за роль Гарри Трумэна                  |                                                                 |
| 1977 | 34-я      |                                                                                  | • Питер Финч — «Телесеть» за роль Говарда Била                  |
| 1977 | 34-я      | • Дэвид Кэррадайн — «На пути к славе» за роль Вуди Гатри                         |                                                                 |
| 1977 | 34-я      | • Сильвестр Сталлоне — «Рокки» за роль Рокки Бальбоа                             |                                                                 |
| 1977 | 34-я      | • Дастин Хоффман — «Марафонец» за роль Томаса Леви                               |                                                                 |
| 1977 | 34-я      | • Роберт Де Ниро — «Таксист» за роль Тревиса Бикла                               |                                                                 |
| 1978 | 35-я      |                                                                                  | • Ричард Бёртон — «Эквус» за роль Мартина Дайсарта              |
| 1978 | 35-я      | • Марчелло Мастроянни — «Необычный день» за роль Гэбриэла                        |                                                                 |
| 1978 | 35-я      | • Аль Пачино — «Бобби Дирфилд» за роль Бобби Дирфилда                            |                                                                 |
| 1978 | 35-я      | • Грегори Пек — «Макартур» за роль Дугласа Макартура                             |                                                                 |
| 1978 | 35-я      | • Генри Уинклер — «Герои» за роль Джека Данна                                    |                                                                 |
| 1979 | 36-я      |                                                                                  | • Джон Войт — «Возвращение домой» за роль Люка Мартина          |
| 1979 | 36-я      | • Грегори Пек — «Мальчики из Бразилии» за роль Йозефа Менгеле                    |                                                                 |
| 1979 | 36-я      | • Роберт Де Ниро — «Охотник на оленей» за роль Майкла Вронски                    |                                                                 |
| 1979 | 36-я      | • Брэд Дэвис — «Полуночный экспресс» за роль Билли Хейса                         |                                                                 |
| 1979 | 36-я      | • Энтони Хопкинс — «Магия» за роль Корки Уитерса                                 |                                                                 |
| 1980 | 37-я      |                                                                                  | • Дастин Хоффман — «Крамер против Крамера» за роль Теда Крамера |
| 1980 | 37-я      | • Джон Войт — «Чемпион» за роль Билли Флинна                                     |                                                                 |
| 1980 | 37-я      | • Джеймс Вудс — «Луковое поле» за роль Грегори Пауэлла                           |                                                                 |
| 1980 | 37-я      | • Аль Пачино — «Правосудие для всех» за роль Артура Кёркленда                    |                                                                 |
| 1980 | 37-я      | • Джек Леммон — «Китайский синдром» за роль Джека Годелла                        |                                                                 |

## 1981—1990
| Год  | Церемония | Фотографии лауреатов                                                 | Лауреаты и номинанты                                         | Лауреаты и номинанты                                         |
| ---- | --------- | -------------------------------------------------------------------- | ------------------------------------------------------------ | ------------------------------------------------------------ |
| 1981 | 38-я      |                                                                      | • Роберт Де Ниро — «Бешеный бык» за роль Джейка Ламотты      | • Роберт Де Ниро — «Бешеный бык» за роль Джейка Ламотты      |
| 1981 | 38-я      | • Джек Леммон — «Награда» за роль Скотти Темплтона                   |                                                              |                                                              |
| 1981 | 38-я      | • Питер О’Тул — «Трюкач» за роль Элайи Кросса                        |                                                              |                                                              |
| 1981 | 38-я      | • Джон Хёрт — «Человек-слон» за роль Джона Меррика                   |                                                              |                                                              |
| 1981 | 38-я      | • Дональд Сазерленд — «Обыкновенные люди» за роль Кэлвина Джерретта  |                                                              |                                                              |
| 1982 | 39-я      |                                                                      | • Генри Фонда — «На золотом озере» за роль Нормана Тэйера    | • Генри Фонда — «На золотом озере» за роль Нормана Тэйера    |
| 1982 | 39-я      | • Берт Ланкастер — «Атлантик-Сити» за роль Лу Паскаля                |                                                              |                                                              |
| 1982 | 39-я      | • Тимоти Хаттон — «Отбой» за роль Брайана Морланда                   |                                                              |                                                              |
| 1982 | 39-я      | • Уоррен Битти — «Красные» за роль Джона Рида                        |                                                              |                                                              |
| 1982 | 39-я      | • Трит Уильямс — «Принц города» за роль Дэниэла Сиэлло               |                                                              |                                                              |
| 1983 | 40-я      |                                                                      | • Бен Кингсли — «Ганди» за роль Махатмы Ганди                | • Бен Кингсли — «Ганди» за роль Махатмы Ганди                |
| 1983 | 40-я      | • Пол Ньюман — «Вердикт» за роль Фрэнка Гэлвина                      |                                                              |                                                              |
| 1983 | 40-я      | • Джек Леммон — «Пропавший без вести» за роль Эда Хормана            |                                                              |                                                              |
| 1983 | 40-я      | • Ричард Гир — «Офицер и джентльмен» за роль Зака Майо               |                                                              |                                                              |
| 1983 | 40-я      | • Альберт Финни — «Пристрели луну» за роль Джорджа Данлэпа           |                                                              |                                                              |
| 1984 | 41-я      |                                                                      | • Роберт Дюваль — «Нежное милосердие» за роль Мака Следжа    |                                                              |
| 1984 | 41-я      | • Том Кортни — «Костюмер» за роль Нормана                            |                                                              |                                                              |
| 1984 | 41-я      | • Том Конти — «Рубен, Рубен» за роль Гоуэна Макглэнда                |                                                              |                                                              |
| 1984 | 41-я      | • Альберт Финни — «Костюмер» за роль Сэра                            |                                                              |                                                              |
| 1984 | 41-я      | • Аль Пачино — «Лицо со шрамом» за роль Тони Монтаны                 |                                                              |                                                              |
| 1984 | 41-я      | • Ричард Фарнсуорт — «Налётчик» за роль Билла Майнера                |                                                              |                                                              |
| 1985 | 42-я      |                                                                      | • Ф. Мюррей Абрахам — «Амадей» за роль Антонио Сальери       | • Ф. Мюррей Абрахам — «Амадей» за роль Антонио Сальери       |
| 1985 | 42-я      | • Джефф Бриджес — «Человек со звезды» за роль Человека со звезды     |                                                              |                                                              |
| 1985 | 42-я      | • Том Халс — «Амадей» за роль Вольфганга Амадея Моцарта              |                                                              |                                                              |
| 1985 | 42-я      | • Альберт Финни — «У подножия вулкана» за роль Джеффри Фёрмена       |                                                              |                                                              |
| 1985 | 42-я      | • Сэм Уотерстон — «Поля смерти» за роль Сидни Шенберга               |                                                              |                                                              |
| 1986 | 43-я      |                                                                      | • Джон Войт — «Поезд-беглец» за роль Оскара Манхейма         | • Джон Войт — «Поезд-беглец» за роль Оскара Манхейма         |
| 1986 | 43-я      | • Уильям Хёрт — «Поцелуй женщины-паука» за роль Луиса Молины         |                                                              |                                                              |
| 1986 | 43-я      | • Харрисон Форд — «Свидетель» за роль Джона Бука                     |                                                              |                                                              |
| 1986 | 43-я      | • Рауль Хулия — «Поцелуй женщины-паука» за роль Валентина Аррегви    |                                                              |                                                              |
| 1986 | 43-я      | • Джин Хэкмен — «Дважды в жизни» за роль Гарри Маккензи              |                                                              |                                                              |
| 1987 | 44-я      |                                                                      | • Боб Хоскинс — «Мона Лиза» за роль Джорджа                  | • Боб Хоскинс — «Мона Лиза» за роль Джорджа                  |
| 1987 | 44-я      | • Харрисон Форд — «Берег москитов» за роль Элли Фокса                |                                                              |                                                              |
| 1987 | 44-я      | • Декстер Гордон — «Около полуночи» за роль Дейла Тернера            |                                                              |                                                              |
| 1987 | 44-я      | • Уильям Хёрт — «Дети меньшего бога» за роль Джеймса Лидса           |                                                              |                                                              |
| 1987 | 44-я      | • Джереми Айронс — «Миссия» за роль отца Гэбриэла                    |                                                              |                                                              |
| 1987 | 44-я      | • Пол Ньюман — «Цвет денег» за роль Эдди Фелсона                     |                                                              |                                                              |
| 1988 | 45-я      |                                                                      | • Майкл Дуглас — «Уолл-стрит» за роль Гордона Гекко          | • Майкл Дуглас — «Уолл-стрит» за роль Гордона Гекко          |
| 1988 | 45-я      | • Ник Нолти — «Сорняки» за роль Ли Амстеттера                        |                                                              |                                                              |
| 1988 | 45-я      | • Дензел Вашингтон — «Клич свободы» за роль Стивена Бико             |                                                              |                                                              |
| 1988 | 45-я      | • Джек Николсон — «Чертополох» за роль Фрэнсиса Филана               |                                                              |                                                              |
| 1988 | 45-я      | • Джон Лоун — «Последний император» за роль Пу И                     |                                                              |                                                              |
| 1989 | 46-я      |                                                                      | • Дастин Хоффман — «Человек дождя» за роль Рэймонда Бэббита  | • Дастин Хоффман — «Человек дождя» за роль Рэймонда Бэббита  |
| 1989 | 46-я      | • Джин Хэкмен — «Миссисипи в огне» за роль Руперта Андерсона         |                                                              |                                                              |
| 1989 | 46-я      | • Том Халс — «Доминик и Юджин» за роль Доминика Лучано               |                                                              |                                                              |
| 1989 | 46-я      | • Эдвард Джеймс Олмос — «Выстоять и сделать» за роль Хайме Эскаланте |                                                              |                                                              |
| 1989 | 46-я      | • Форест Уитакер — «Птица» за роль Чарли Паркера                     |                                                              |                                                              |
| 1990 | 47-я      |                                                                      | • Том Круз — «Рождённый четвёртого июля» за роль Рона Ковика | • Том Круз — «Рождённый четвёртого июля» за роль Рона Ковика |
| 1990 | 47-я      | • Дэниел Дэй-Льюис — «Моя левая нога» за роль Кристи Брауна          |                                                              |                                                              |
| 1990 | 47-я      | • Джек Леммон — «Отец» за роль Джейка Тремонта                       |                                                              |                                                              |
| 1990 | 47-я      | • Аль Пачино — «Море любви» за роль Фрэнка Келлера                   |                                                              |                                                              |
| 1990 | 47-я      | • Робин Уильямс — «Общество мёртвых поэтов» за роль Джона Китинга    |                                                              |                                                              |

## 1991—2000
| Год  | Церемония | Фотографии лауреатов                                                            | Лауреаты и номинанты                                          |
| ---- | --------- | ------------------------------------------------------------------------------- | ------------------------------------------------------------- |
| 1991 | 48-я      |                                                                                 | • Джереми Айронс — «Изнанка судьбы» за роль Клауса фон Бюлоу  |
| 1991 | 48-я      | • Кевин Костнер — «Танцующий с волками» за роль Джона Данбара                   |                                                               |
| 1991 | 48-я      | • Ричард Харрис — «Поле» за роль Булла Маккейба                                 |                                                               |
| 1991 | 48-я      | • Робин Уильямс — «Пробуждение» за роль доктора Малкольма Сэйера                |                                                               |
| 1991 | 48-я      | • Аль Пачино — «Крёстный отец 3» за роль Майкла Корлеоне                        |                                                               |
| 1992 | 49-я      |                                                                                 | • Ник Нолти — «Повелитель приливов» за роль Тома Уинго        |
| 1992 | 49-я      | • Уоррен Битти — «Багси» за роль Багси Сигела                                   |                                                               |
| 1992 | 49-я      | • Кевин Костнер — «Джон Ф. Кеннеди. Выстрелы в Далласе» за роль Джима Гаррисона |                                                               |
| 1992 | 49-я      | • Энтони Хопкинс — «Молчание ягнят» за роль Ганнибала Лектера                   |                                                               |
| 1992 | 49-я      | • Роберт Де Ниро — «Мыс страха» за роль Макса Кэйди                             |                                                               |
| 1993 | 50-я      |                                                                                 | • Аль Пачино — «Запах женщины» за роль Фрэнка Слэйда          |
| 1993 | 50-я      | • Том Круз — «Несколько хороших парней» за роль Дэниэла Каффи                   |                                                               |
| 1993 | 50-я      | • Джек Николсон — «Хоффа» за роль Джимми Хоффы                                  |                                                               |
| 1993 | 50-я      | • Дензел Вашингтон — «Малколм Икс» за роль Малкольма Икса                       |                                                               |
| 1993 | 50-я      | • Роберт Дауни-младший — «Чаплин» за роль Чарли Чаплина                         |                                                               |
| 1994 | 51-я      |                                                                                 | • Том Хэнкс — «Филадельфия» за роль Эндрю Беккетта            |
| 1994 | 51-я      | • Дэниел Дэй-Льюис — «Во имя отца» за роль Джерри Конлона                       |                                                               |
| 1994 | 51-я      | • Энтони Хопкинс — «Остаток дня» за роль Джеймса Стивенса                       |                                                               |
| 1994 | 51-я      | • Лиам Нисон — «Список Шиндлера» за роль Оскара Шиндлера                        |                                                               |
| 1994 | 51-я      | • Харрисон Форд — «Беглец» за роль Ричарда Кимбла                               |                                                               |
| 1995 | 52-я      | • Том Хэнкс — «Форрест Гамп» за роль Форреста Гампа                             |                                                               |
| 1995 | 52-я      | • Морган Фримен — «Побег из Шоушенка» за роль Эллиса Бойда «Рэда» Рэддинга      |                                                               |
| 1995 | 52-я      | • Пол Ньюман — «Без дураков» за роль Дональда Салливана                         |                                                               |
| 1995 | 52-я      | • Джон Траволта — «Криминальное чтиво» за роль Винсента Веги                    |                                                               |
| 1995 | 52-я      | • Брэд Питт — «Легенды осени» за роль Тристана Ладлоу                           |                                                               |
| 1996 | 53-я      |                                                                                 | • Николас Кейдж — «Покидая Лас-Вегас» за роль Бена Сандерсона |
| 1996 | 53-я      | • Шон Пенн — «Мертвец идёт» за роль Мэттью Понслета                             |                                                               |
| 1996 | 53-я      | • Ричард Дрейфус — «Опус мистера Холланда» за роль Гленна Холланда              |                                                               |
| 1996 | 53-я      | • Энтони Хопкинс — «Никсон» за роль Ричарда Никсона                             |                                                               |
| 1996 | 53-я      | • Иэн Маккеллен — «Ричард III» за роль короля Ричарда III Английского           |                                                               |
| 1997 | 54-я      |                                                                                 | • Джеффри Раш — «Блеск» за роль Дэвида Хельфготта             |
| 1997 | 54-я      | • Вуди Харрельсон — «Народ против Ларри Флинта» за роль Ларри Флинта            |                                                               |
| 1997 | 54-я      | • Рэйф Файнс — «Английский пациент» за роль Ласло де Альмаши                    |                                                               |
| 1997 | 54-я      | • Мел Гибсон — «Выкуп» за роль Тома Маллена                                     |                                                               |
| 1997 | 54-я      | • Лиам Нисон — «Майкл Коллинз» за роль Майкла Коллинза                          |                                                               |
| 1998 | 55-я      |                                                                                 | • Питер Фонда — «Золото Ули» за роль Ули Джексона             |
| 1998 | 55-я      | • Мэтт Деймон — «Умница Уилл Хантинг» за роль Уилла Хантинга                    |                                                               |
| 1998 | 55-я      | • Дэниел Дэй-Льюис — «Боксёр» за роль Дэнни Флинна                              |                                                               |
| 1998 | 55-я      | • Джимон Хонсу — «Амистад» за роль Джозефа Синке                                |                                                               |
| 1998 | 55-я      | • Леонардо Ди Каприо — «Титаник» за роль Джека Доусона                          |                                                               |
| 1999 | 56-я      |                                                                                 | • Джим Керри — «Шоу Трумана» за роль Трумана Бёрбенка         |
| 1999 | 56-я      | • Стивен Фрай — «Уайльд» за роль Оскара Уайльда                                 |                                                               |
| 1999 | 56-я      | • Иэн Маккеллен — «Боги и монстры» за роль Джеймса Уэйла                        |                                                               |
| 1999 | 56-я      | • Ник Нолти — «Скорбь» за роль Уэйда Уайтхауса                                  |                                                               |
| 1999 | 56-я      | • Том Хэнкс — «Спасти рядового Райана» за роль Джона Миллера                    |                                                               |
| 2000 | 57-я      |                                                                                 | • Дензел Вашингтон — «Ураган» за роль Рубина Картера          |
| 2000 | 57-я      | • Кевин Спейси — «Красота по-американски» за роль Лестера Бёрнема               |                                                               |
| 2000 | 57-я      | • Рассел Кроу — «Свой человек» за роль Джеффри Уайганда                         |                                                               |
| 2000 | 57-я      | • Мэтт Деймон — «Талантливый мистер Рипли» за роль Тома Рипли                   |                                                               |
| 2000 | 57-я      | • Ричард Фарнсуорт — «Простая история» за роль Элвина Стрэйта                   |                                                               |

## 2001—2010
| Год  | Церемония | Фотографии лауреатов                                                                 | Лауреаты и номинанты                                              |
| ---- | --------- | ------------------------------------------------------------------------------------ | ----------------------------------------------------------------- |
| 2001 | 58-я      |                                                                                      | • Том Хэнкс — «Изгой» за роль Чака Ноланда                        |
| 2001 | 58-я      | • Хавьер Бардем — «Пока не наступит ночь» за роль Рейнальдо Аренаса                  |                                                                   |
| 2001 | 58-я      | • Рассел Кроу — «Гладиатор» за роль Максимуса                                        |                                                                   |
| 2001 | 58-я      | • Джеффри Раш — «Перо маркиза де Сада» за роль маркиза де Сада                       |                                                                   |
| 2001 | 58-я      | • Майкл Дуглас — «Вундеркинды» за роль профессора Грэди Триппа                       |                                                                   |
| 2002 | 59-я      |                                                                                      | • Рассел Кроу — «Игры разума» за роль Джона Нэша                  |
| 2002 | 59-я      | • Уилл Смит — «Али» за роль Мохаммеда Али                                            |                                                                   |
| 2002 | 59-я      | • Дензел Вашингтон — «Тренировочный день» за роль Аллонзо Харриса                    |                                                                   |
| 2002 | 59-я      | • Кевин Спейси — «Корабельные новости» за роль Койла                                 |                                                                   |
| 2002 | 59-я      | • Билли Боб Торнтон — «Человек, которого не было» за роль Эда Крейна                 |                                                                   |
| 2003 | 60-я      |                                                                                      | • Джек Николсон — «О Шмидте» за роль Уоррена Шмидта               |
| 2003 | 60-я      | • Эдриен Броуди — «Пианист» за роль Владислава Шпильмана                             |                                                                   |
| 2003 | 60-я      | • Майкл Кейн — «Тихий американец» за роль Томаса Фаулера                             |                                                                   |
| 2003 | 60-я      | • Дэниел Дэй-Льюис — «Банды Нью-Йорка» за роль Билла «Мясника» Каттинга              |                                                                   |
| 2003 | 60-я      | • Леонардо Ди Каприо — «Поймай меня, если сможешь» за роль Фрэнка Эбигнейла-младшего |                                                                   |
| 2004 | 61-я      |                                                                                      | • Шон Пенн — «Таинственная река» за роль Джимми Маркума           |
| 2004 | 61-я      | • Рассел Кроу — «Хозяин морей: На краю Земли» за роль капитана Джека Обри            |                                                                   |
| 2004 | 61-я      | • Том Круз — «Последний самурай» за роль Нэйтана Олгрэна                             |                                                                   |
| 2004 | 61-я      | • Бен Кингсли — «Дом из песка и тумана» за роль Массуда Амира Берани                 |                                                                   |
| 2004 | 61-я      | • Джуд Лоу — «Холодная гора» за роль Инмана                                          |                                                                   |
| 2005 | 62-я      |                                                                                      | • Леонардо Ди Каприо — «Авиатор» за роль Говарда Хьюза            |
| 2005 | 62-я      | • Хавьер Бардем — «Море внутри» за роль Рамона Сампедро                              |                                                                   |
| 2005 | 62-я      | • Дон Чидл — «Отель „Руанда“» за роль Пола Русесабагины                              |                                                                   |
| 2005 | 62-я      | • Джонни Депп — «Волшебная страна» за роль Джеймса Мэтью Барри                       |                                                                   |
| 2005 | 62-я      | • Лиам Нисон — «Кинси» за роль Альфреда Кинси                                        |                                                                   |
| 2006 | 63-я      |                                                                                      | • Филип Сеймур Хоффман — «Капоте» за роль Трумена Капоте          |
| 2006 | 63-я      | • Рассел Кроу — «Нокдаун» за роль Джеймса Брэддока                                   |                                                                   |
| 2006 | 63-я      | • Терренс Ховард — «Суета и движение» за роль Диджэя                                 |                                                                   |
| 2006 | 63-я      | • Хит Леджер — «Горбатая гора» за роль Энниса Дельмара                               |                                                                   |
| 2006 | 63-я      | • Дэвид Стрэтэйрн — «Доброй ночи и удачи» за роль Эдварда Мэроу                      |                                                                   |
| 2007 | 64-я      |                                                                                      | • Форест Уитакер — «Последний король Шотландии» за роль Иди Амина |
| 2007 | 64-я      | • Леонардо Ди Каприо — «Отступники» за роль Билли Костигана                          |                                                                   |
| 2007 | 64-я      | • Леонардо Ди Каприо — «Кровавый алмаз» за роль Дэнни Арчера                         |                                                                   |
| 2007 | 64-я      | • Питер О’Тул — «Венера» за роль Мориса                                              |                                                                   |
| 2007 | 64-я      | • Уилл Смит — «В погоне за счастьем» за роль Криса Гарднера                          |                                                                   |
| 2008 | 65-я      |                                                                                      | • Дэниел Дэй-Льюис — «Нефть» за роль Дэниэла Плэйнвью             |
| 2008 | 65-я      | • Джеймс Макэвой — «Искупление» за роль Робби Тёрнера                                |                                                                   |
| 2008 | 65-я      | • Джордж Клуни — «Майкл Клейтон» за роль Майкла Клейтона                             |                                                                   |
| 2008 | 65-я      | • Вигго Мортенсен — «Порок на экспорт» за роль Николая Лужина                        |                                                                   |
| 2008 | 65-я      | • Дензел Вашингтон — «Гангстер» за роль Фрэнка Лукаса                                |                                                                   |
| 2009 | 66-я      |                                                                                      | • Микки Рурк — «Рестлер» за роль Рэнди Робинсона                  |
| 2009 | 66-я      | • Леонардо Ди Каприо — «Дорога перемен» за роль Фрэнка Уиллера                       |                                                                   |
| 2009 | 66-я      | • Фрэнк Ланджелла — «Фрост против Никсона» за роль Ричарда Никсона                   |                                                                   |
| 2009 | 66-я      | • Шон Пенн — «Харви Милк» за роль Харви Милка                                        |                                                                   |
| 2009 | 66-я      | • Брэд Питт — «Загадочная история Бенджамина Баттона» за роль Бенджамина Баттона     |                                                                   |
| 2010 | 67-я      |                                                                                      | • Джефф Бриджес — «Сумасшедшее сердце» за роль Отиса Блэйка       |
| 2010 | 67-я      | • Джордж Клуни — «Мне бы в небо» за роль Райна Бингэма                               |                                                                   |
| 2010 | 67-я      | • Колин Ферт — «Одинокий мужчина» за роль Джорджа Фальконера                         |                                                                   |
| 2010 | 67-я      | • Морган Фримен — «Непокорённый» за роль Нельсона Манделы                            |                                                                   |
| 2010 | 67-я      | • Тоби Магуайр — «Братья» за роль Сэма Кэхилла                                       |                                                                   |

## 2011—2020
| Год  | Церемония | Фотографии лауреатов                                                     | Лауреаты и номинанты                                                    |
| ---- | --------- | ------------------------------------------------------------------------ | ----------------------------------------------------------------------- |
| 2011 | 68-я      |                                                                          | • Колин Ферт — «Король говорит!» за роль короля Георга VI               |
| 2011 | 68-я      | • Джесси Айзенберг — «Социальная сеть» за роль Марка Цукерберга          |                                                                         |
| 2011 | 68-я      | • Райан Гослинг — «Валентинка» за роль Дина                              |                                                                         |
| 2011 | 68-я      | • Марк Уолберг — «Боец» за роль Микки Уорда                              |                                                                         |
| 2011 | 68-я      | • Джеймс Франко — «127 часов» за роль Арона Ралстона                     |                                                                         |
| 2012 | 69-я      |                                                                          | • Джордж Клуни — «Потомки» за роль Мэтта Кинга                          |
| 2012 | 69-я      | • Райан Гослинг — «Мартовские иды» за роль Стивена Майерса               |                                                                         |
| 2012 | 69-я      | • Леонардо Ди Каприо — «Дж. Эдгар» за роль Джона Эдгара Гувера           |                                                                         |
| 2012 | 69-я      | • Брэд Питт — «Человек, который изменил всё» за роль Билли Бина          |                                                                         |
| 2012 | 69-я      | • Майкл Фассбендер — «Стыд» за роль Брэндона Салливана                   |                                                                         |
| 2013 | 70-я      |                                                                          | • Дэниел Дэй-Льюис — «Линкольн» за роль Авраама Линкольна               |
| 2013 | 70-я      | • Дензел Вашингтон — «Экипаж» за роль капитана Уильяма Уитакера          |                                                                         |
| 2013 | 70-я      | • Ричард Гир — «Порочная страсть» за роль Роберта Миллера                |                                                                         |
| 2013 | 70-я      | • Хоакин Феникс — «Мастер» за роль Фредди Куэлла                         |                                                                         |
| 2013 | 70-я      | • Джон Хоукс — «Суррогат» за роль Марка О’Брайена                        |                                                                         |
| 2014 | 71-я      |                                                                          | • Мэттью Макконахи — «Далласский клуб покупателей» за роль Рона Вудруфа |
| 2014 | 71-я      | • Роберт Редфорд — «Не угаснет надежда» за роль Нашего Человека          |                                                                         |
| 2014 | 71-я      | • Том Хэнкс — «Капитан Филлипс» за роль капитана Ричарда Филлипса        |                                                                         |
| 2014 | 71-я      | • Чиветел Эджиофор — «12 лет рабства» за роль Соломона Нортапа           |                                                                         |
| 2014 | 71-я      | • Идрис Эльба — «Долгий путь к свободе» за роль Нельсона Манделы         |                                                                         |
| 2015 | 72-я      |                                                                          | • Эдди Редмэйн — «Вселенная Стивена Хокинга» за роль Стивена Хокинга    |
| 2015 | 72-я      | • Джейк Джилленхол — «Стрингер» за роль Луи Блума                        |                                                                         |
| 2015 | 72-я      | • Бенедикт Камбербэтч — «Игра в имитацию» за роль Алана Тьюринга         |                                                                         |
| 2015 | 72-я      | • Стив Карелл — «Охотник на лис» за роль Джона Дюпона                    |                                                                         |
| 2015 | 72-я      | • Дэвид Ойелоуо — «Сельма» за роль Мартина Лютера Кинга                  |                                                                         |
| 2016 | 73-я      |                                                                          | • Леонардо Ди Каприо — «Выживший» за роль Хью Гласса                    |
| 2016 | 73-я      | • Брайан Крэнстон — «Трамбо» за роль Далтона Трамбо                      |                                                                         |
| 2016 | 73-я      | • Эдди Редмэйн — «Девушка из Дании» за роль Эйнара Вегенера / Лили Эльбе |                                                                         |
| 2016 | 73-я      | • Уилл Смит — «Защитник» за роль доктора Беннета Омалу                   |                                                                         |
| 2016 | 73-я      | • Майкл Фассбендер — «Стив Джобс» за роль Стива Джобса                   |                                                                         |
| 2017 | 74-я      |                                                                          | • Кейси Аффлек — «Манчестер у моря» за роль Ли Чандлера                 |
| 2017 | 74-я      | • Дензел Вашингтон — «Ограды» за роль Троя Максона                       |                                                                         |
| 2017 | 74-я      | • Эндрю Гарфилд — «По соображениям совести» за роль Десмонда Досса       |                                                                         |
| 2017 | 74-я      | • Вигго Мортенсен — «Капитан Фантастик» за роль Бена Кэша                |                                                                         |
| 2017 | 74-я      | • Джоэл Эдгертон — «Лавинг» за роль Ричарда Лавинга                      |                                                                         |
| 2018 | 75-я      |                                                                          | • Гэри Олдмен — «Тёмные времена» за роль Уинстона Черчилля              |
| 2018 | 75-я      | • Дензел Вашингтон — «Роман Израэл, Esq.» за роль Романа Дж. Израэла     |                                                                         |
| 2018 | 75-я      | • Дэниел Дэй-Льюис — «Призрачная нить» за роль Рейнольдса Вудкока        |                                                                         |
| 2018 | 75-я      | • Том Хэнкс — «Секретное досье» за роль Бена Брэдли                      |                                                                         |
| 2018 | 75-я      | • Тимоти Шаламе — «Зови меня своим именем» за роль Элио Перлмана         |                                                                         |
| 2019 | 76-я      |                                                                          | • Рами Малек — «Богемская рапсодия» за роль Фредди Меркьюри             |
| 2019 | 76-я      | • Джон Дэвид Вашингтон — «Чёрный клановец» за роль Рона Сталворта        |                                                                         |
| 2019 | 76-я      | • Уиллем Дефо — «Ван Гог. На пороге вечности» за роль Винсента ван Гога  |                                                                         |
| 2019 | 76-я      | • Брэдли Купер — «Звезда родилась» за роль Джексона Мэйна                |                                                                         |
| 2019 | 76-я      | • Лукас Хеджес — «Стёртая личность» за роль Джареда Эмонса               |                                                                         |
| 2020 | 77-я      |                                                                          | • Хоакин Феникс — «Джокер» за роль Артура Флека / Джокера               |
| 2020 | 77-я      | • Антонио Бандерас — «Боль и слава» за роль Сальвадора Мальо             |                                                                         |
| 2020 | 77-я      | • Кристиан Бейл — «Ford против Ferrari» за роль Кена Майлза              |                                                                         |
| 2020 | 77-я      | • Адам Драйвер — «Брачная история» за роль Чарли Барбера                 |                                                                         |
| 2020 | 77-я      | • Джонатан Прайс — «Два папы» за роль кардинала Хорхе Марио Бергольо     |                                                                         |

## 2021—2025
| Год  | Церемония | Фотографии лауреатов                                                     | Лауреаты и номинанты                                         |
| ---- | --------- | ------------------------------------------------------------------------ | ------------------------------------------------------------ |
| 2021 | 78-я      |                                                                          | • Чедвик Боузман — «Ма Рейни: Мать блюза» за роль Ливи Грина |
| 2021 | 78-я      | • Риз Ахмед — «Звук металла» за роль Рубена Стоуна                       |                                                              |
| 2021 | 78-я      | • Гэри Олдмен — «Манк» за роль Хермана Манкевича                         |                                                              |
| 2021 | 78-я      | • Тахар Рахим — «Мавританец» за роль Мохаммеда Ульда Слахи               |                                                              |
| 2021 | 78-я      | • Энтони Хопкинс — «Отец» за роль Энтони                                 |                                                              |
| 2022 | 79-я      |                                                                          | • Уилл Смит — «Король Ричард» за роль Ричарда Уильямса       |
| 2022 | 79-я      | • Махершала Али — «Лебединая песня» за роль Кэмерона Тёрнера             |                                                              |
| 2022 | 79-я      | • Хавьер Бардем — «Быть Рикардо» за роль Деси Арнаса                     |                                                              |
| 2022 | 79-я      | • Дензел Вашингтон — «Трагедия Макбета» за роль Макбета                  |                                                              |
| 2022 | 79-я      | • Бенедикт Камбербэтч — «Власть пса» за роль Фила Бёрбэнка               |                                                              |
| 2023 | 80-я      |                                                                          | • Остин Батлер — «Элвис» за роль Элвиса Пресли               |
| 2023 | 80-я      | • Хью Джекман — «Сын» за роль Питера Миллера                             |                                                              |
| 2023 | 80-я      | • Билл Найи — «Жить» за роль мистера Уильямса                            |                                                              |
| 2023 | 80-я      | • Джереми Поуп — «Проверка» за роль Эллиса Френча                        |                                                              |
| 2023 | 80-я      | • Брендан Фрейзер — «Кит» за роль Чарли                                  |                                                              |
| 2024 | 81-я      |                                                                          | • Киллиан Мёрфи — «Оппенгеймер» за роль Роберта Оппенгеймера |
| 2024 | 81-я      | • Леонардо Ди Каприо — «Убийцы цветочной луны» за роль Эрнеста Бёркхарта |                                                              |
| 2024 | 81-я      | • Колман Доминго — «Растин» за роль Байарда Растина                      |                                                              |
| 2024 | 81-я      | • Барри Кеоган — «Солтберн» за роль Оливера Квика                        |                                                              |
| 2024 | 81-я      | • Брэдли Купер — «Маэстро» за роль Леонарда Бернстайна                   |                                                              |
| 2024 | 81-я      | • Эндрю Скотт — «Незнакомцы» за роль Адама                               |                                                              |
| 2025 | 82-я      |                                                                          | • Эдриен Броуди — «Бруталист» за роль Ласло Тота             |
| 2025 | 82-я      | • Колман Доминго — «Синг-Синг» за роль Джона «Дивайна Джи» Уитфилда      |                                                              |
| 2025 | 82-я      | • Дэниел Крейг — «Квир» за роль Ли                                       |                                                              |
| 2025 | 82-я      | • Себастиан Стэн — «Ученик» за роль Дональда Трампа                      |                                                              |
| 2025 | 82-я      | • Рэйф Файнс — «Конклав» за роль кардинала Томаса Лоуренса               |                                                              |
| 2025 | 82-я      | • Тимоти Шаламе — «Боб Дилан: Никому не известный» за роль Боба Дилана   |                                                              |